# 13.532.385.396.179
13.532.385.396.179 is een natuurlijk getal.

## Vermoeden van Conway
In juni 2017 vond James Davis dat dit getal het vermoeden van John Conway ("Climb to a Prime" conjecture) ongeldig verklaarde. Conway vermoedde dat met ontbinden en plakken ieder getal in een priemgetal zou eindigen, maar het getal 13.532.385.396.179 voldoet daar niet aan. Bij dit getal is er sprake van een 'lus': het toepassen van de bewerking levert het getal zelf op.
{\displaystyle 13.532.385.396.179=13\times 53^{2}\times 3853\times 96.179\longrightarrow 13.532.385.396.179}

## Ontbinden en plakken
Met ontbinden en plakken wordt bedoeld: vervang het getal door de opvolging van zijn priemfactoren met bijbehorende exponenten. Herhaal dit totdat een priemgetal is verkregen.

### Voorbeeld
{\displaystyle 18=2\times 3^{2}\longrightarrow 232=2^{3}\times 29\longrightarrow 2329=17\times 137\longrightarrow 17.137\longrightarrow }priemgetal